# Église Lille Métropole
L'église Lille Métropole est une église évangélique située à Wasquehal, dans le département du Nord, dans les Hauts-de-France. Elle est affiliée aux Assemblées de Dieu de France.

## Historique

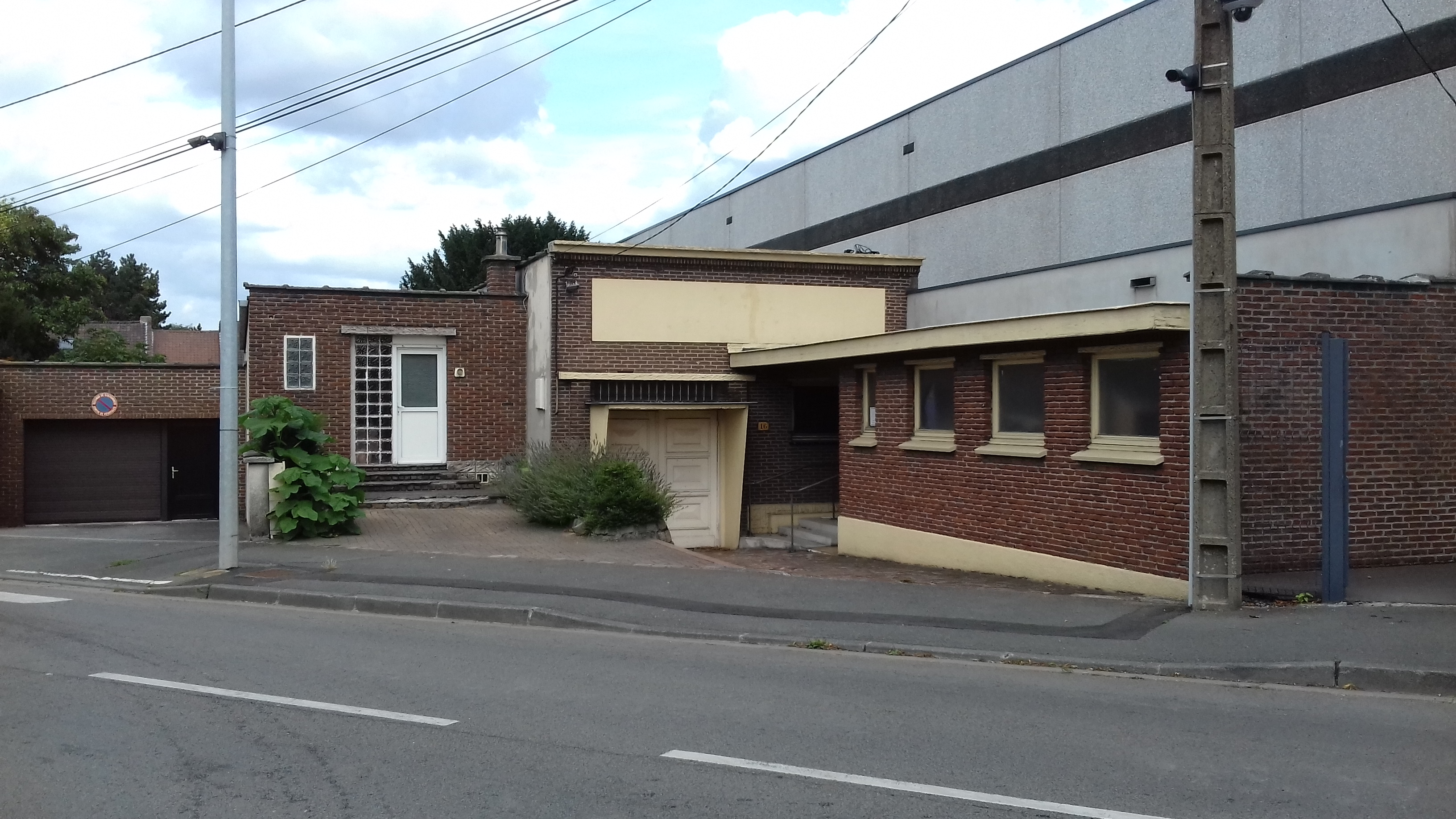
Le premier bâtiment, voisin du nouveau.

En 1960, Marius Perlinski habitant au 11 impasse du Plomeux, construit au fond de son jardin un temple évangélique qui deviendra le premier édifice évangélique de Wasquehal et dont l'entrée est située au 16 avenue du Molinel.
Le temple étant trop petit, Marius Perlinski échange un terrain lui appartenant (près de l'actuel restaurant Léon de Bruxelles) contre un terrain appartenant à la mairie de Wasquehal pour faire construire en 2009, une église évangélique à côté du temple d'origine.
D'un point de vue juridique, cette église est administrée par l'association Église évangélique de la métropole lilloise.
En 2011, l'association inaugure un nouveau lieu de culte. Elle compte alors 650 membres.
En 2013, Philippe Calabria est nommé pasteur associé. 
En décembre 2014, elle compte environ 800 adultes et 200 enfants, ce qui en fait la plus grande Église évangélique au nord de Paris.
En 2017, l'Église étudie un projet de bâtiment d'une capacité de 2 000 places.
En 2018, l'Église compte quatre salariés à temps plein et trois salariés à temps partiel.
En mars 2024, des travaux prennent place pour agrandir les locaux actuels.

## Croyances
L’Église est membre des Assemblées de Dieu de France.